# Thouinidium pulverulentum
Thouinidium pulverulentum är en kinesträdsväxtart som beskrevs av Ludwig Radlkofer. Thouinidium pulverulentum ingår i släktet Thouinidium och familjen kinesträdsväxter. Inga underarter finns listade i Catalogue of Life.